# Compagnia dei Bardi
La Compagnia dei Bardi (Compañia Bardi) fue una compañía bancaria y comercial florentina fundada por la familia Bardi, que se convirtió en una de las principales "super-compañías" medievales del siglo XIV.

## Historia
La compañía Bardi fue una de las tres grandes compañías bancarias florentinas (denominadas "super-compañías" por algunos estudiosos modernos) que reunieron grandes cantidades de capital y establecieron redes de negocios diversificadas y de gran alcance, haciendo negocios en todo el Mediterráneo y en Inglaterra.
La compañía Bardi comerciaba con aceite y vino, y tenía estrechos vínculos económicos con el sur de Italia y Sicilia. Sin embargo, su principal producto era el paño de lana de alta calidad. Los Bardi eran la mayor de estas super-compañías y parecen haber sido un 50 por ciento más grandes que su rival más cercano, la compañía Peruzzi de la Familia Peruzzi.
En 1344, aproximadamente al mismo tiempo que la compañía Peruzzi, la compañía Bardi se declaró en bancarrota y el escritor florentino Giovanni Villani culpó de esto a la anulación de los préstamos de guerra por parte del rey Eduardo III de Inglaterra. Sin embargo, Villani no era una fuente independiente; su hermano era miembro de la compañía Peruzzi, que también quebró. Villani dijo que Eduardo debía a los Bardi 900,000 florines de oro (£135,000) y a los Peruzzi 600,000 (£90,000). Sin embargo, los registros de los Peruzzi muestran que nunca tuvieron tanto capital para prestar a Eduardo III. Eduardo no incumplió todos sus préstamos y pagó algunos con dinero en efectivo y otros con concesiones reales de lana, un importante producto de exportación de la economía inglesa en ese momento.
En esa época, Florencia atravesaba un período de disputas internas y la tercera mayor compañía financiera, los Acciaiuoli, también se declaró en bancarrota, a pesar de no haber prestado dinero a Eduardo. Los préstamos que Eduardo III sí incumplió probablemente solo contribuyeron a los problemas financieros en Florencia, pero no los causaron. La quiebra de las compañías Bardi y Peruzzi marcó el declive de las super-compañías medievales.
La compañía Bardi sobrevivió a la bancarrota y posteriormente proporcionó financiamiento significativo para varios de los viajes de descubrimiento a las Américas. Durante un tiempo, tanto el célebre autor medieval Giovanni Boccaccio como su padre, Boccaccino di Chellino, trabajaron para la compañía Bardi.